# Eugenio di Savoia
Eugenio di Savoia, noto come Principe Eugenio (Parigi, 18 ottobre 1663 – Vienna, 21 aprile 1736), è stato un nobile e generale italiano al servizio dell'Esercito del Sacro Romano Impero.
Membro di Casa Savoia (era diretto bisnipote del duca Carlo Emanuele I), apparteneva al ramo cadetto dei Savoia-Carignano e, in particolare, alla linea dei Savoia-Soissons.
Avendo visto le sue ambizioni militari mortificate alla corte francese, presso la quale era nato e cresciuto, entrò molto giovane al servizio degli Asburgo, divenendo ben presto comandante dell'esercito imperiale. È da alcuni considerato l'ultimo dei capitani di ventura, ma erroneamente, in quanto non si mise mai al servizio del migliore offerente, restando invece sempre fedele alla dinastia che aveva mostrato di apprezzare grandemente i suoi servigi. Abile riformatore dell'esercito imperiale, vero precursore della guerra moderna, conosciuto anche come il "Gran Capitano", combatté la sua ultima battaglia a 70 anni. Fu uno dei migliori strateghi del suo tempo e con le sue vittorie e la sua opera di politico assicurò agli Asburgo la possibilità di imporsi in Italia e nell'Europa centrale e orientale. Per le sue imprese, soprattutto per la battaglia di Belgrado, gli venne dedicata la canzone Principe Eugenio, il nobile cavaliere.

## Biografia

### Infanzia e giovinezza

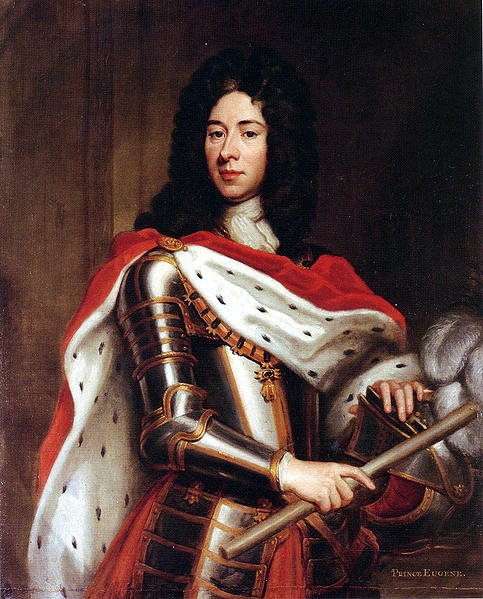
Eugenio di Savoia in un ritratto del 1712

Eugenio era figlio del principe Eugenio Maurizio di Savoia-Soissons e di Olimpia Mancini, una nipote del cardinale Mazzarino. Nel 1673, all'età di dieci anni, rimase orfano di padre e fu affidato dalla madre (la quale preferiva organizzare i divertimenti del re a Versailles e fu successivamente coinvolta nell'affaire des poisons, che la indusse ad auto-esiliarsi a Bruxelles nel 1680 per sfuggire ad un processo che l'avrebbe vista verosimilmente perdente), alla zia Luisa Cristina di Savoia-Carignano e in particolare alla severa nonna paterna Maria di Borbone-Soissons, principessa di Carignano, le quali peraltro erano troppo occupate con la vita di corte per badare ai figli di Olimpia, per cui fu di fatto allevato dal personale di servizio dell'hôtel de Soissons, il palazzo parigino di famiglia.
Furono anni dettati dal rigore e dalla carenza d'affetto, che determinarono il carattere del futuro condottiero, freddo e sicuro a un tempo. Nella prima adolescenza Eugenio si ammalava frequentemente, soggetto a gravi febbri. Il suo aspetto fisico non era avvenente; aveva «un brutto naso camuso», cui si aggiunse molto presto una «andatura un po' sghemba, conseguenza di una leggera scoliosi». Tra i precettori che si occuparono della sua educazione figura il matematico Sauveur, destinato ad avere un'importante influenza sul giovane.
Destinato dalla famiglia alla carriera ecclesiastica, ricevette appena quindicenne la tonsura, anche se, al seguito di Monsieur, il fratello minore di Luigi XIV, il suo comportamento di adolescente fu, almeno a detta della Principessa Palatina (consorte del principe), tutt'altro che morigerato: il giovanissimo "abbé de Savoie" sarebbe stato uso a partecipare, travestito da donna, ai festini organizzati da Monsieur, fregiandosi del nomignolo di "Madame l'Ancienne" derivato da una famosa prostituta parigina.
Assolutamente non interessato alla vita ecclesiastica, non ancora ventenne si presentò al re Luigi XIV, di cui suo padre era stato uno stimato generale, per ottenere un comando nell'esercito francese. Il re, tuttavia, non gli diede alcuna risposta, di fatto rifiutando di accoglierlo nell'esercito, non però, come si disse poi diffamandolo, a causa delle voci sui suoi gusti omosessuali (il monarca aveva ammesso nell'esercito Luigi Giuseppe di Borbone-Vendôme, sulle preferenze del quale non c'erano semplici voci, ma certezze assolute e tangibili), ma per la disgrazia in cui si trovava tutta la sua famiglia in seguito al coinvolgimento della madre nello scandalo dei veleni con la famosa avvelenatrice Voisin. La leggenda vuole che il Re Sole abbia esclamato;
In realtà il giovane aveva messo la testa a partito e fu profondamente influenzato dalle letture di La Rochefoucauld, di San Francesco di Sales, di Racine ed altri; s'era imposto l'ideale dell'honnête homme (l'uomo onesto, la persona perbene), cui sarebbe stato fedele per il resto della sua vita.
Deciso ad intraprendere la carriera militare, il 26 luglio 1683, Eugenio fuggì da Parigi, travestito da donna, insieme al cugino, principe Luigi-Armando I di Borbone-Conti, alla volta della Germania. Venuto a conoscenza della loro fuga, Luigi XIV mandò a cercarli uno dei nobili della sua corte, il quale li raggiunse a Francoforte, con l'ordine per il principe Luigi Armando (che era genero del re) e l'invito per Eugenio a tornare indietro. Il primo obbedì, il secondo scelse di proseguire per Vienna.
Molti anni dopo, lo stesso Eugenio avrebbe ricordato, in termini davvero tranchant, i suoi esordi giovanili in Francia e la viscerale avversione da lui maturata contro il re:
(Memorie del principe Eugenio di Savoia, "Prefazione")

### Alla corte degli Asburgo
Il giovane principe si presentò dunque alla corte dell'imperatore d'Austria Leopoldo I d'Asburgo, presso il quale già aveva militato il fratello maggiore Luigi Giulio, comandante di un reggimento di dragoni, che, ferito combattendo contro i turchi a Petronell, era deceduto qualche giorno prima a seguito delle ferite riportate.
Nei primi anni del suo trasferimento a Vienna, il duca Vittorio Amedeo II di Savoia sovvenzionò economicamente il giovane lontano cugino, con «un piccolo straordinario aiuto», che fu «altrettanto, se non più importante, della protezione offertagli da Luigi Guglielmo di Baden e Massimiliano Emanuele, elettore di Baviera», altro suo cugino il primo, in quanto figlio di Luisa Cristina di Savoia-Carignano, pargolo di un'altra principessa di Savoia il secondo. Ciò che non mancò, evidentemente, di influenzare l'atteggiamento che il principe Eugenio terrà per tutta la vita nei confronti della sua nobile famiglia allargata.
L'imperatore, profondamente legato al predetto fratello di Eugenio, da sempre attratto dalle doti militari e strategiche dimostrate da alcuni membri di Casa Savoia, lo accolse subito nel suo esercito, nominandolo Aiutante di Campo al servizio del suo Comandante supremo Carlo V di Lorena, cognato dello stesso imperatore, che era impegnato nel corso della nuova guerra contro i turchi a liberare Vienna dall'assedio posto dalle truppe turche di Maometto IV.
Eugenio fu presente alla vittoriosa giornata che pose termine all'assedio di Vienna (11/12 settembre 1683). Si distinse quindi in alcune battaglie minori durante l'inseguimento dell'esercito turco in ritirata verso l'Ungheria (battaglia di Parkany e conquista di Gran). Si rivelò così sul campo il valore di questo nobile ventenne che combatteva sempre in prima linea spronando i suoi soldati. Al termine di quello stesso anno fu nominato colonnello e ricevette il comando di un reggimento di dragoni imperiali.

#### Battaglie

##### 1683-1689

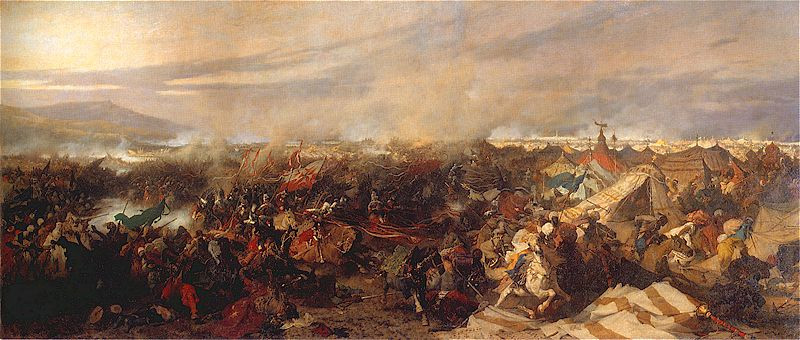
La battaglia di Vienna in un dipinto di Józef Brandt

La vittoria sui Turchi nel 1683 a fianco del re polacco Giovanni III Sobieski, venuto in aiuto dell'imperatore Leopoldo I, inaugurò per Eugenio una vita intera dedicata alla guerra, alla diplomazia ed alle vittorie. Promosso maggior generale e membro di diritto dello Stato Maggiore, si distinse nella successiva campagna contro i Turchi (1687), portando con i suoi due reggimenti un contributo determinante alla vittoria di Mohács e guadagnandosi la promozione a tenente generale.
Partecipò quindi sotto il comando del suo parente e protettore Massimiliano II Emanuele di Baviera all'assedio di Belgrado ed alla sua conquista (6 settembre 1688), rimanendo ferito ad una gamba da una pallottola di moschetto. L'anno successivo, al comando di tre reggimenti di cavalleria, partecipò attivamente all'offensiva contro i francesi sul Reno e fu nuovamente ferito da una pallottola, questa volta alla testa.

##### 1690-1699
Nominato comandante generale di cavalleria nel maggio 1690, venne inviato in Italia settentrionale in soccorso del cugino Vittorio Amedeo II, Duca di Savoia, che, passato all'alleanza imperiale austro-spagnola (Guerra della Lega di Augusta) contro la Francia di Luigi XIV, si trovava il Piemonte invaso dalle truppe francesi comandate dal generale Nicolas de Catinat de La Fauconnerie.
Combatté qui, normalmente in subordine al maresciallo imperiale Carafa, per sei anni, con alterne fortune (il contingente affidatogli dall'imperatore non ebbe mai l'organico e l'armamento giudicato necessario da Eugenio), restando suo malgrado coinvolto nelle sconfitte subite dall'esercito alleato presso l'abbazia di Staffarda e poi alle cascine Marsaglia di Orbassano, vicino a Torino (4 ottobre 1693), ma condusse delle ottime operazioni contro Susa e altre fortezze piemontesi occupate dai francesi, finché il 30 agosto 1696 Vittorio Amedeo II stipulò con la Francia un trattato di pace e d'alleanza e unì le proprie truppe a quelle del Catinat, assumendo il comando delle operazioni contro l'ex alleato imperiale (cosa che Eugenio aveva previsto e dalla quale aveva già messo in guardia l'imperatore, sollecitandolo senza successo ad inviargli rinforzi in uomini e mezzi).
Intanto l'Impero ottomano si era riavuto dalle perdite, aveva riconquistato Belgrado ed era già entrato in Ungheria. L'esercito che doveva fronteggiare i turchi era stato posto sotto il comando del Principe Elettore di Sassonia, Federico Augusto I. Richiamato in Austria, Eugenio venne insignito del titolo di feldmaresciallo ed inviato come affiancato a Federico Augusto I.
Poco dopo, però, Federico Augusto venne eletto re di Polonia e così il comando passò esclusivamente nelle mani di Eugenio. Il nuovo comandante guidò un esercito male armato di poco più di 50.000 uomini, che dovevano fronteggiare l'esercito turco di Mustafa II, forte di 100.000 uomini (fra i quali i temibili giannizzeri) e dotato di potenti artiglierie.

##### Battaglia di Zenta
L'11 settembre 1697, presso Zenta, grazie ad un'abile e spregiudicata azione strategica, Eugenio attaccò di sorpresa i turchi che stavano attraversando il Tibisco su un ponte di barche e li mise in rotta. Era infatti consapevole del fatto che, se avesse affrontato i turchi in campo aperto, il suo esercito avrebbe sicuramente avuto la peggio. Organizzò così una spettacolare imboscata.
Rimasero sul campo i corpi di 30.000 turchi, dei quali 20.000 caduti in battaglia e 10.000 affogati nel Tibisco. Le perdite imperiali furono al contrario irrisorie: 28 ufficiali e 401 soldati uccisi e poco più di 1.000 feriti. Un centinaio di pezzi di artiglieria e la cassa dell'esercito caddero nelle mani di Eugenio, che non poté inseguire immediatamente il nemico a causa della cattiva stagione e della mancanza di rinforzi, ma che in seguito lo attaccò pesantemente in Bosnia, inseguendolo fino alle porte di Sarajevo.
Il 26 gennaio 1699 venne stipulata con i turchi la pace di Carlowitz, con la quale l'Austria ottenne la Transilvania, tutta l'Ungheria, la Croazia e la Slavonia.

##### 1701-1709

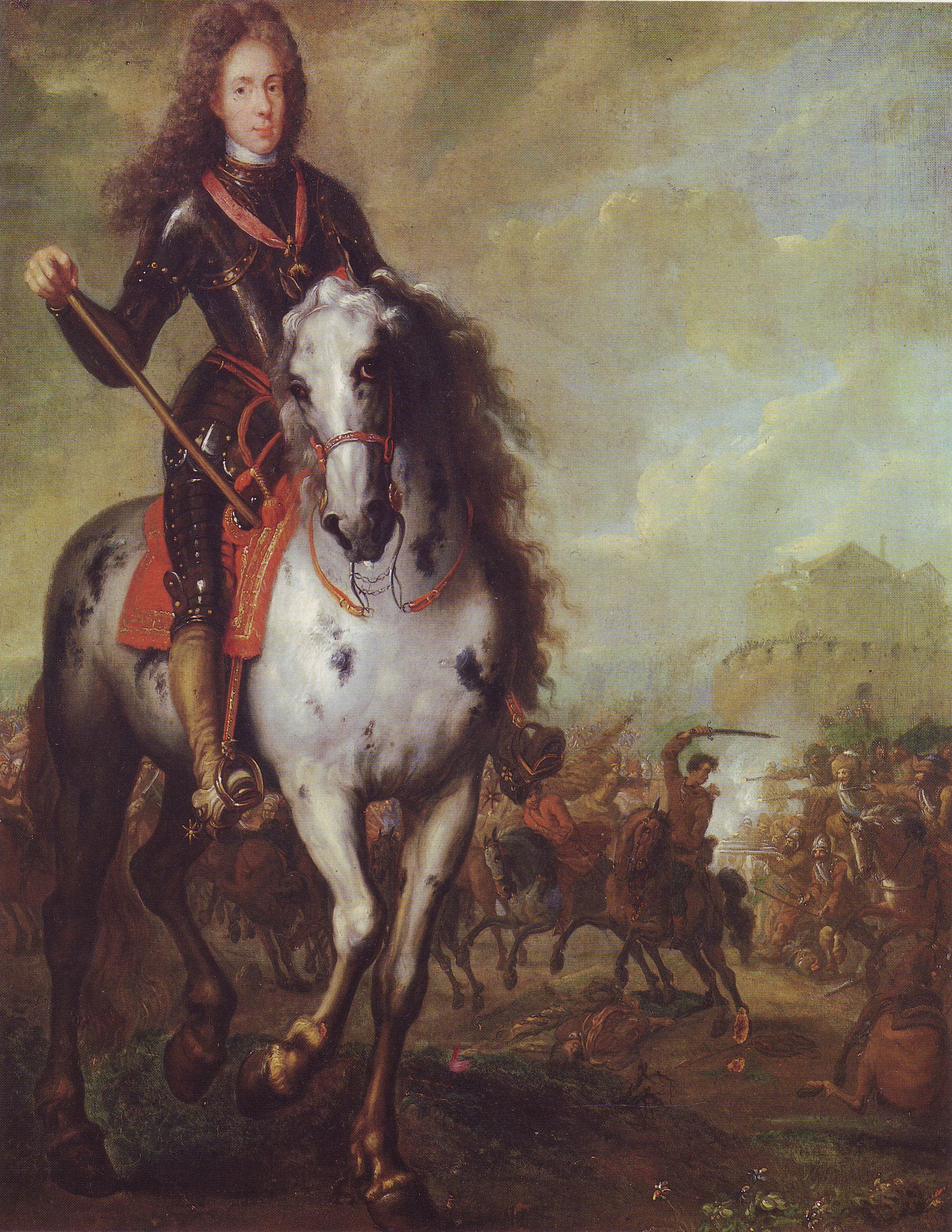
Ritratto equestre di Eugenio di Savoia, 1710

La vittoria di Zenta ebbe grande risonanza in tutta Europa e la fama di Eugenio salì alle stelle, destando naturalmente anche parecchia invidia. Scoppiata nel 1701 la guerra di successione spagnola, si riformò la grande alleanza già avutasi dal 1690 al 1696 fra Austria, Inghilterra, Paesi Bassi ed alcuni stati dell'impero tedesco contro la Francia, adesso alleata a Spagna e Baviera. Eugenio, sceso in Italia per prendere la Lombardia, si scontrò con l'esercito francese del Maresciallo di Francia Nicolas de Catinat de La Fauconnerie, sconfisse a Carpi d'Adige (dove durante una carica rimase ferito ad un ginocchio) ed a Chiari i francesi e ne bloccò i progressi a Luzzara, operando, senza totale successo, anche un'incursione a Cremona.
Nel 1703 Eugenio venne nominato dall'imperatore Presidente del Consiglio aulico di guerra, per sovrintendere per conto dell'imperatore stesso a tutta l'amministrazione e la conduzione dell'esercito austriaco. Il 13 agosto 1704, insieme al vecchio e fedele amico inglese John Churchill, I duca di Marlborough (antenato di Winston Churchill, che ne sarà anche il biografo), sconfisse le truppe franco-bavaresi a Blindheim - per gli inglesi Blenheim -, sul Danubio superiore. Nominato esecutore del trattato di Ilbersheim, con il quale la Baviera venne sottomessa all'autorità austriaca, dimostrò il suo pugno di ferro reprimendo le rivolte dei bavaresi contro le imposte ed i reclutamenti forzati, voluti dall'imperatore, a Sendling e ad Aidenbach.
Ad aprile 1705 tornò in Italia, ove nel frattempo Vittorio Amedeo II di Savoia dal 1703 aveva nuovamente cambiato alleati ed era passato alla coalizione imperiale, per liberare il cugino dalla presenza delle truppe francesi.
Sconfitto a Cassano sull'Adda, si rifece a settembre dell'anno successivo, sconfiggendo i francesi sotto Torino, liberando la città dall'assedio delle truppe del duca La Feuillade, che durava sin dai primi giorni di giugno, e di fatto eliminando i francesi dall'Italia.
Nel 1707 compì, per pressione degli inglesi, un'incursione su Tolone; non prese la città, ma il bombardamento a cui la sottopose fu talmente pesante che distrusse completamente la flotta francese del Mediterraneo; poi venne nominato governatore del ducato di Milano, carica che mantenne fino al 1716. L'11 luglio 1708 sconfisse, ancora insieme all'amico John Churchill, I duca di Marlborough, le truppe francesi del Maresciallo di Francia Luigi Giuseppe di Borbone, duca di Vendôme e del duca di Borgogna a Oudenaarde nelle Fiandre, assediò ed espugnò la città di Lilla (9 dicembre 1708). L'anno successivo combatté e sconfisse, sempre a fianco dell'amico Duca di Marlborough, i francesi del maresciallo Claude Louis Hector conte di Villars a Malplaquet nei pressi di Mons: una vittoria costata tuttavia all'esercito imperiale molto cara per l'entità delle perdite subite.

##### 1714-1734

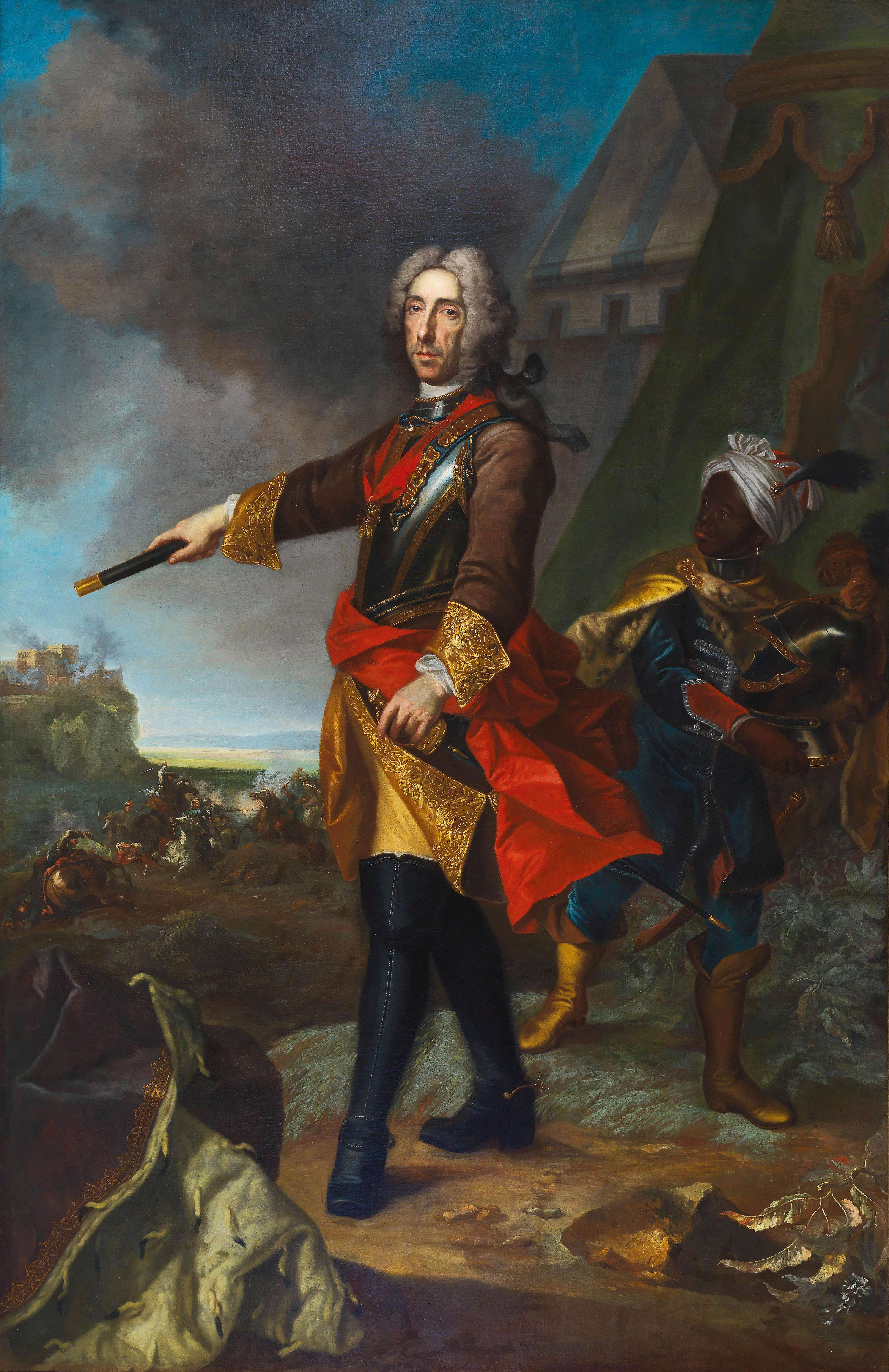
Ritratto del principe Eugenio di Savoia, di Johann Gottfried Auerbach

All'inizio del 1714 condusse le trattative di pace con la Francia (l'Inghilterra e le altre potenze avevano già concluso la pace ad Utrecht l'anno precedente), che portò a termine il 6 marzo 1714 (pace di Rastatt).
Nel 1716 lasciò il governatorato del ducato di Milano e divenne governatore dei Paesi Bassi austriaci, strappati due anni prima alla Spagna, carica che per gli impegni militari dovette affidare a Ercole Ludovico Turinetti di Priero fino al 1724, quando venne sostituito dalla sorella dell'imperatore Carlo VI, Maria Elisabetta. I turchi di Ahmed III dichiararono guerra alla Repubblica di Venezia, alleata dell'Austria, che venne coinvolta nel conflitto (Seconda guerra di Morea). Violati i patti della pace di Carlowitz, i turchi, guidati dal Gran visir Damad Alì Kumurçi, si avvicinarono con un esercito di oltre 100.000 uomini alle postazioni di Eugenio nei pressi di Petervaradino e cominciarono l'accerchiamento delle truppe austriache, ma Eugenio, con una sortita audace ed improvvisa, il 5 agosto 1716 li sconfisse pesantemente. Il resto dell'anno lo impiegò a sottomettere il Banato e ad espugnare la fortezza di Temesvar (14 ottobre 1716).
L'anno successivo marciò su Belgrado, ancora in mano ai turchi, e il 16 agosto 1717 strappò loro la città dopo un breve assedio, comprensivo di un attacco di sorpresa contro forze numericamente superiori. Il 21 luglio 1718 venne firmata la pace di Passarowitz, con la quale l'Austria ottenne a spese dell'impero ottomano il Banato, Belgrado e la Serbia settentrionale (Voivodina), la Valacchia ed altri territori circostanti. L'Impero raggiunse così, grazie ad Eugenio di Savoia, la sua massima espansione. Nel 1726 rientrò attivamente alla guida della politica estera dell'Impero e concluse nell'agosto 1726 un patto che prevedeva un'alleanza con Russia e Danimarca. Nell'arco di due anni riuscì a staccare la Prussia dalla vicinanza diplomatica ai francesi ed il 23 dicembre 1728 venne firmato il trattato di Berlino che sanciva il riavvicinamento della Prussia all'Austria. Quindi, con una tenace azione diplomatica, riuscì ad operare anche un riavvicinamento all'Inghilterra, con la quale venne firmato a marzo 1731 a Vienna un trattato di alleanza.
Scoppiata la guerra di successione polacca (1733), assunse nel 1734 il comando supremo del fronte del Reno, ove diede ulteriore prova della sua abilità, riuscendo a bloccare sulla sponda destra del Reno stesso oltre 90.000 francesi, avendo sotto di sé meno di 30.000 imperiali ed alle spalle la minaccia dell'entrata in guerra contro di lui di 50.000 bavaresi. Nelle successive trattative di pace, l'ormai settantenne guerriero e diplomatico non fu più coinvolto; morì nel 1736, due anni prima della firma della pace.

#### Lernet-Holenia su Eugenio
L'Enciclopedia Britannica contiene un articolo su Eugenio scritto da Alexander Lernet-Holenia (1897-1976), uno scrittore, drammaturgo e poeta austriaco. Lernet-Holenia scrive:
(Alexander Lernet-Holenia, Encyclopaedia Britannica)

#### Residenze e diplomazia

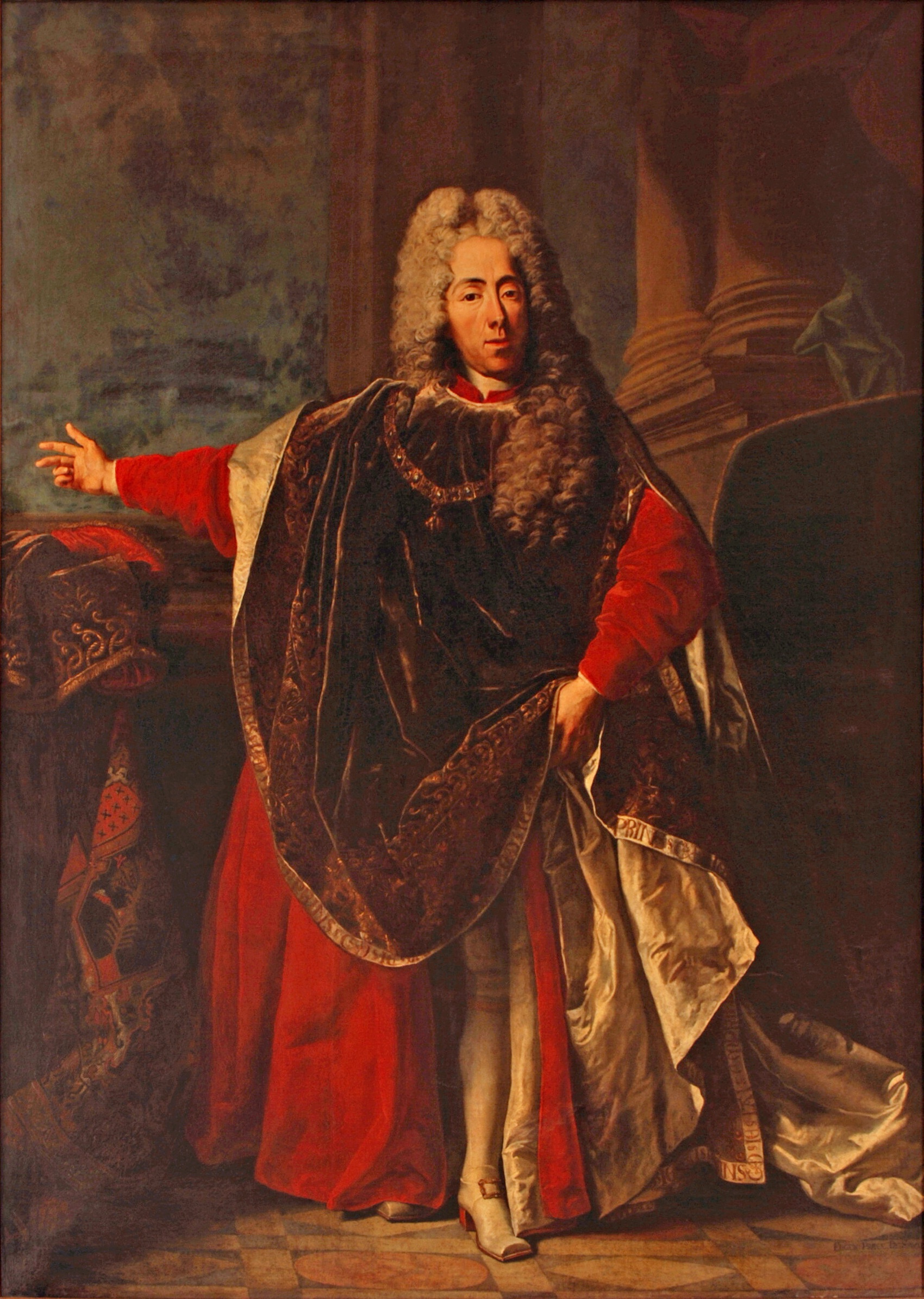
Ritratto del principe Eugenio di Savoia con le vesti dell'Ordine del Toson d'oro (opera di Jacob van Schuppen)

Un incarico prestigioso portava molto onore, ma soprattutto molto denaro, specialmente in caso di vittorie. Eugenio di Savoia, partito praticamente da zero, riuscì nel giro degli anni ad accumulare grandi ricchezze. Eugenio era un amante delle arti e della lettura ed era un appassionato collezionista di libri e quadri: possedeva, alla morte, una collezione di 15.000 volumi, che è tuttora conservata all'Hofburg. Fu un grande appassionato d'architettura e come i suoi cugini piemontesi ordinò e fece costruire numerose residenze, le delizie, tra Vienna e l'Ungheria. La sua residenza ufficiale, nonché la più famosa, è il castello del Belvedere, una magnifica costruzione, connubio tra barocco italiano e mitteleuropeo: in questa dimora egli riceveva visite diplomatiche e manteneva rapporti epistolari con generali e regnanti di molti stati europei. In Ungheria, invece, si fece costruire la Villa di Ráckeve, sull'isola di Csepel, nell'attuale Budapest.
Morto senza discendenti diretti, i suoi beni passarono alla nipote cinquantaduenne Anna Vittoria (1683–1763), figlia del defunto fratello Luigi Tommaso di Savoia-Soissons, che, diventata improvvisamente ricca, trovò subito marito: il principe Giuseppe Federico di Sassonia-Hildburghausen, di vent'anni più giovane. La coppia si stabilì nel castello di Schlosshof, acquistato da Eugenio nel 1725 e fatto restaurare ed ampliare secondo il progetto dell'architetto Johann Lucas von Hildebrandt. Eugenio considerava tale castello la propria residenza estiva. Separatasi la coppia nel 1744, la suddivisione dei beni vide l'assegnazione della splendida dimora al marito di Vittoria. Parte dell'eredità andò perduta con le alienazioni effettuate dall'erede, ma alla sua morte rimanevano ancora parecchie dimore, che vennero acquistate, insieme ad altri beni mobili annessi, dall'imperatore Francesco I, marito di Maria Teresa d'Austria. La collezione di quadri fu invece acquistata da Carlo Emanuele III di Savoia, dietro consiglio dell'ambasciatore del Regno di Sardegna a Vienna e una parte è tutt'oggi esposta nella Galleria Sabauda a Torino.

### Ultimi anni e morte

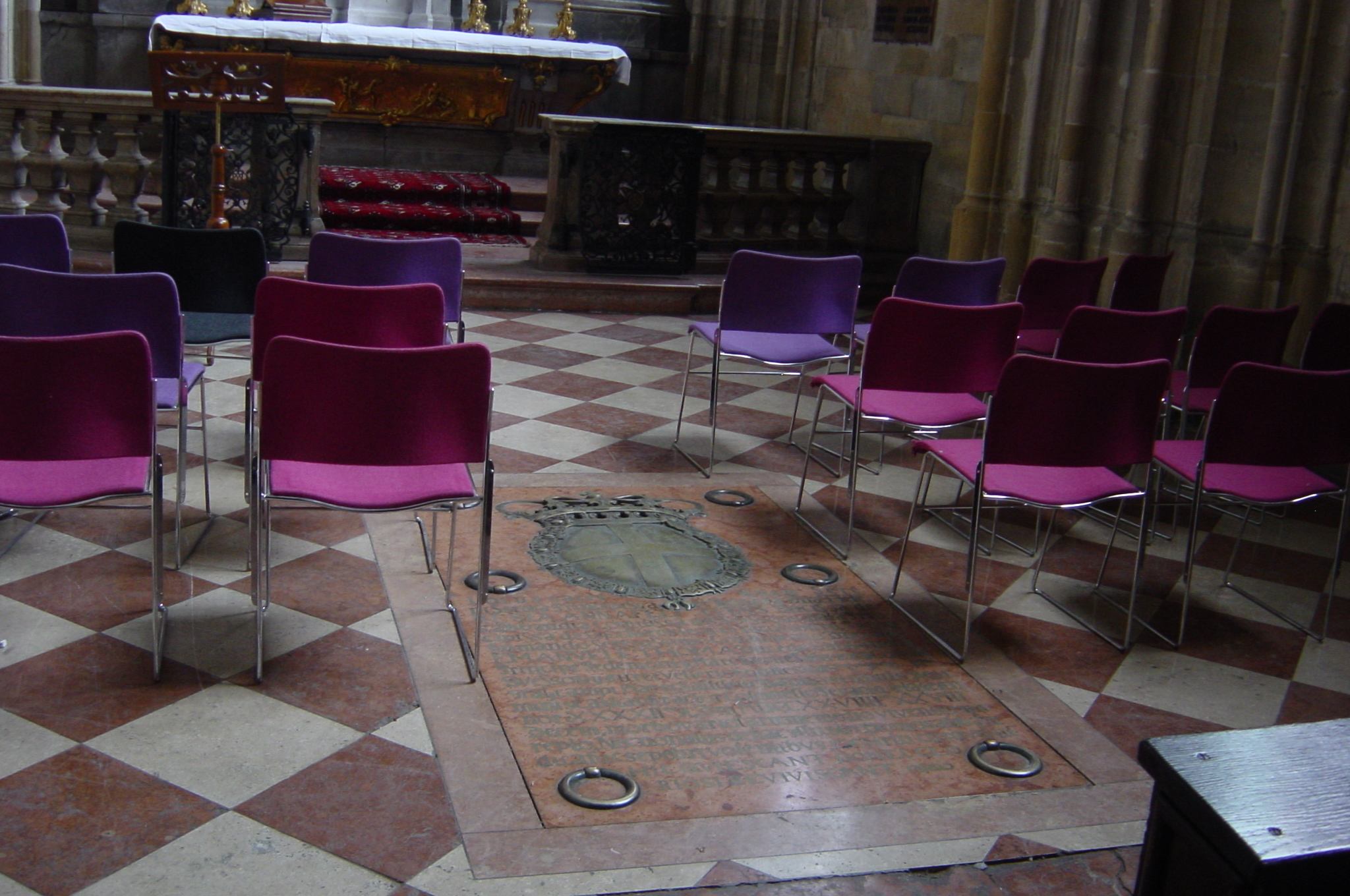
La tomba, a Vienna.

Negli ultimi anni della sua vita abitò con la grande amica contessa Eleonore Batthyány (1673 – 1741), figlia del suo vecchio amico consigliere Theodor Heinrich von Strattmann (1637 – 1693). Alcuni detrattori ipotizzarono anche, senza prove, che la bella contessa ne sia stata l'amante segreta.
Morì nel 1736, nel sonno, dopo aver passato la giornata in consiglio coi ministri e la serata giocando a carte con la contessa; i suoi funerali furono solennemente celebrati a Vienna e a Torino. Una leggenda vuole che la notte della sua morte fosse spirato anche uno dei leoni nel serraglio del suo palazzo.
I funerali viennesi, su richiesta della famiglia imperiale asburgica, vennero celebrati con gli onori di stato e la partecipazione di tutte le cancellerie europee, equiparandolo di fatto ai familiari dell'Imperatore. Carlo VI vi presenziò di persona e definì la sua dipartita una grave perdita per l'Impero. Anche i Savoia, memori del grande aiuto avuto da Eugenio durante l'assedio francese di Torino, tributarono i giusti onori all'illustre membro della loro casata.
Il suo corpo fu tumulato nella cattedrale viennese di Santo Stefano, ed il cuore, per volere dei Savoia, nella cripta della basilica di Superga. Riguardo appunto al cuore, c'è tuttora un mistero, in quanto si ritiene che sia stato riportato a Vienna, o addirittura che non sia mai stato portato via dall'Austria.

## Nazionalità di Eugenio
Premesso che definire univocamente la nazionalità di personaggi storici in epoca pre-contemporanea risulta tendenzialmente problematico, il principe Eugenio viene prevalentemente indicato dalle fonti storiche come «italiano». A sostegno di tale determinazione vi è il suo convinto radicarsi, mantenuto fino alla vecchiaia, all'interno di una famiglia, i Savoia, che aveva allora definitivamente orientato il proprio centro di interessi verso l'Italia e che sarebbe in seguito stata il fulcro dell'unificazione nazionale. Eugenio non smise mai di sentirsi un membro di Casa Savoia e guarderà sempre al duca di Savoia (e poi al re di Sicilia o di Sardegna) come al capo della famiglia. Ancora agli inizi degli anni 1730, egli manterrà questo atteggiamento in occasione di una trattativa matrimoniale concernente il nipote Eugenio Giovanni Francesco di Savoia-Soissons e la duchessina di Massa Carrara, allora ancora bambina, Maria Teresa Cybo-Malaspina, trattativa finalizzata ad impiantare un secondo Stato sabaudo in Italia centrale. Prima di sottoscrivere il contratto, Eugenio si premurò di chiedere l'approvazione (e di accettare le prescrizioni, ancorché non sempre coincidenti con le sue idee) del suo congiunto, il re di Sardegna Carlo Emanuele III.
Nondimeno, il ramo collaterale dei Savoia al quale apparteneva era titolato in Francia con la contea di Soissons, ed Eugenio nacque a Parigi e diventò adulto alla corte del Re Sole; pertanto egli potrebbe ragionevolmente essere anche considerato, per nascita ed educazione, «francese». Solo dopo che Luigi XIV ebbe sprezzantemente ignorato la sua richiesta di entrare nell'esercito francese Eugenio si risolse a fuggire definitivamente dalla Francia e a cercare una nuova sistemazione alla corte imperiale di Vienna, alla quale rimase poi legato, per scelta, per il resto della sua esistenza. Parlerà sempre e sarà in grado di scrivere sia l'italiano che il francese, mentre non acquisterà mai una completa padronanza del tedesco (lingua nella quale ad esempio non scriveva i dispacci, ma si limitava a dettarli). Egli si firmava utilizzando le varie versioni, italiana, francese o tedesca, del suo nome, spesso in dipendenza dalla lingua di volta in volta utilizzata nella corrispondenza, ma è stato rilevato che la sua firma più consueta era una specie di mix delle tre: «Eugenio von Savoye», con elementi rispettivamente in italiano, tedesco e francese. Sul piedistallo della statua che gli venne realizzata tra il 1718 e il 1721 da Balthasar Permoser, Eugenio volle essere indicato (in latino abbreviato) come «Francesco Eugenio, Principe di Savoia e di Piemonte, Marchese di Saluzzo», e solo di seguito con i titoli imperiali ottenuti con il suo lungo servizio per gli Asburgo.

## Soprannomi
Nel corso della sua vita ad Eugenio di Savoia-Carignano-Soissons vennero dati molti soprannomi, alcuni segno di grande rispetto, altri connessi alla sua presunta giovanile sregolatezza sessuale, tramandata più che altro dai pettegolezzi della Principessa Palatina, che lo odiava e che parlò di lui, nelle sue lettere, in termini sicuramente non laudativi. Secondo la nobildonna, che aveva conosciuto Eugenio durante la sua permanenza alla corte francese, il giovane abate, che all'epoca «non era bruttissimo; si [sarebbe imbruttito] invecchiando», usava travestirsi da donna e, quando sua madre lo lasciava senza mezzi, si concedeva, anche per denaro, ad altri giovani signori della corte, che lo chiamavano con epiteti postribolari (oltre al già menzionato «Mme l'Ancienne», anche «Mme Simoni» o, più esplicitamente, in italiano, «Mme Puttana»). Va però notato che già la prima biografa della Palatina stessa, Arvède Barine, scrisse chiaramente che nulla di ciò che la Palatina affermava nelle sue lettere poteva essere preso per buono senza almeno un riscontro documentale, tale ne era l'inaffidabilità e la propensione alla calunnia. Resta comunque accertato il fatto che, quando nel 1683 Eugenio di Savoia fuggì dalla Francia, lo fece vestito da donna insieme al suo cugino e compagno di avventure, principe di Conti.
Fu anche soprannominato Principe Sole, con una non tanto vaga allusione alle voci che lo volevano figlio naturale di Luigi XIV.
Fu chiamato inoltre Marte senza Venere, il suo nomignolo più famoso, non per le sue tendenze sessuali ma per non aver mai contratto matrimonio, che per il suo lignaggio e il suo livello diveniva un affare di Stato sempre più difficile man mano che passava il tempo. D'altra parte, già alla fine del secolo XVII, aveva provato a sposarsi: la madre gli aveva trovato due possibili mogli in Spagna, entrambe nobilissime e ricchissime, ma era stato Vittorio Amedeo II, nella sua qualità di capo della Casata, a negargli il permesso. Ad ogni modo, grazie al suo grande aplomb ed alla sua serietà e correttezza di comportamento, fu anche detto der edle Ritter (il nobile cavaliere) e roi des honnêtes gens. Eugenio fu anche insignito dell'Ordine del Toson d'oro da Carlo II di Spagna.

## Navi
Sono state battezzate in onore di Eugenio di Savoia quattro diverse navi da guerra da quattro diverse marine.
- SMS Prinz Eugen, k.u.k. Kriegsmarine: nave da battaglia classe Viribus Unitis varata nel 1912;
- HMS Prince Eugene, Royal Navy: nave tipo monitore classe Lord Clive varata nel 1915;
- RN Eugenio di Savoia, Regia Marina: incrociatore leggero classe Condottieri tipo Duca d'Aosta varato nel 1935;
- Prinz Eugen, Kriegsmarine: incrociatore pesante classe Ammiraglio Hipper varato nel 1938.

La Kaiserliche Marine la marina militare tedesca prebellica, ha onorato in più occasioni la memoria di Eugenio di Savoia, intestandogli almeno due incrociatori, denominati "Prinz-Eugen".

## Ascendenza
|                                     |               |                            | Genitori                         |  |  | Nonni |  |  | Bisnonni                   |  |  | Trisnonni                    |  |
|                                     |               |                            |                                  |  |  |       |  |  | Carlo Emanuele I di Savoia |  |  | Emanuele Filiberto di Savoia |  |
|                                     |               |                            |                                  |  |  |       |  |  | Carlo Emanuele I di Savoia |  |  | Emanuele Filiberto di Savoia |  |
|                                     |               | Margherita di Francia      |                                  |  |  |       |  |  | Carlo Emanuele I di Savoia |  |  |                              |  |
| Tommaso Francesco di Savoia         |               |                            |                                  |  |  |       |  |  | Carlo Emanuele I di Savoia |  |  |                              |  |
|                                     |               | Caterina Michela d'Asburgo | Filippo II di Spagna             |  |  |       |  |  |                            |  |  |                              |  |
|                                     |               | Caterina Michela d'Asburgo | Filippo II di Spagna             |  |  |       |  |  |                            |  |  |                              |  |
|                                     |               | Caterina Michela d'Asburgo | Elisabetta di Valois             |  |  |       |  |  |                            |  |  |                              |  |
| Eugenio Maurizio di Savoia-Soissons |               | Caterina Michela d'Asburgo |                                  |  |  |       |  |  |                            |  |  |                              |  |
|                                     |               | Carlo di Borbone-Soissons  | Luigi I di Borbone-Condé         |  |  |       |  |  |                            |  |  |                              |  |
|                                     |               | Carlo di Borbone-Soissons  | Luigi I di Borbone-Condé         |  |  |       |  |  |                            |  |  |                              |  |
|                                     |               | Carlo di Borbone-Soissons  | Francesca d'Orléans-Longueville  |  |  |       |  |  |                            |  |  |                              |  |
| Maria di Borbone-Soissons           |               | Carlo di Borbone-Soissons  |                                  |  |  |       |  |  |                            |  |  |                              |  |
|                                     |               | Anna di Montafià           | Luigi di Montafià                |  |  |       |  |  |                            |  |  |                              |  |
|                                     |               | Anna di Montafià           | Luigi di Montafià                |  |  |       |  |  |                            |  |  |                              |  |
|                                     |               | Anna di Montafià           | Giovanna di Coesme               |  |  |       |  |  |                            |  |  |                              |  |
| Eugenio di Savoia                   |               | Anna di Montafià           |                                  |  |  |       |  |  |                            |  |  |                              |  |
|                                     | Paolo Mancini | ?                          |                                  |  |  |       |  |  |                            |  |  |                              |  |
|                                     | Paolo Mancini | ?                          |                                  |  |  |       |  |  |                            |  |  |                              |  |
|                                     | Paolo Mancini | ?                          |                                  |  |  |       |  |  |                            |  |  |                              |  |
| Michele Lorenzo Mancini             | Paolo Mancini |                            |                                  |  |  |       |  |  |                            |  |  |                              |  |
|                                     |               | Vittoria Capocci           | ?                                |  |  |       |  |  |                            |  |  |                              |  |
|                                     |               | Vittoria Capocci           | ?                                |  |  |       |  |  |                            |  |  |                              |  |
|                                     |               | Vittoria Capocci           | ?                                |  |  |       |  |  |                            |  |  |                              |  |
| Olimpia Mancini                     |               | Vittoria Capocci           |                                  |  |  |       |  |  |                            |  |  |                              |  |
|                                     |               | Pietro Mazzarino           | Girolamo Mazzarino               |  |  |       |  |  |                            |  |  |                              |  |
|                                     |               | Pietro Mazzarino           | Girolamo Mazzarino               |  |  |       |  |  |                            |  |  |                              |  |
|                                     |               | Pietro Mazzarino           | Margherita de Franchis-Passavera |  |  |       |  |  |                            |  |  |                              |  |
| Geronima Mazzarino                  |               | Pietro Mazzarino           |                                  |  |  |       |  |  |                            |  |  |                              |  |
|                                     |               | Ortensia Bufalini          | ?                                |  |  |       |  |  |                            |  |  |                              |  |
|                                     |               | Ortensia Bufalini          | ?                                |  |  |       |  |  |                            |  |  |                              |  |
|                                     |               | Ortensia Bufalini          | ?                                |  |  |       |  |  |                            |  |  |                              |  |
|                                     |               | Ortensia Bufalini          |                                  |  |  |       |  |  |                            |  |  |                              |  |